# Selknä
Selknä är  en tidigare småort i Funbo socken i Uppsala kommun, belägen ungefär 15 km rakt öster om centrala Uppsala. Selknä ligger strax söder om länsväg 282 och vid nordöstra delen av sjön Trehörningen. Från 2015 ingår området i tätorten Selknä och Marielund.
I Selknä finns det en hållplats på Upsala–Lenna Jernväg. Den öppnades 1915 och är anslutningspunkt för veteranbussarna till Fjällnora i dagens museitrafik.